# کلمنت دیوپ
کلمنت دیوپ (انگلیسی: Clément Diop؛ زادهٔ ۱۳ اکتبر ۱۹۹۳) بازیکن فوتبال اهل فرانسه است.
از باشگاه‌هایی که در آن بازی کرده‌است می‌توان به باشگاه فوتبال لس آنجلس گلکسی، باشگاه ورزشی آمیان، و باشگاه فوتبال مونترال اشاره کرد.
وی همچنین در تیم ملی فوتبال سنگال بازی کرده‌است.